# Francesc Sabaté Llopart

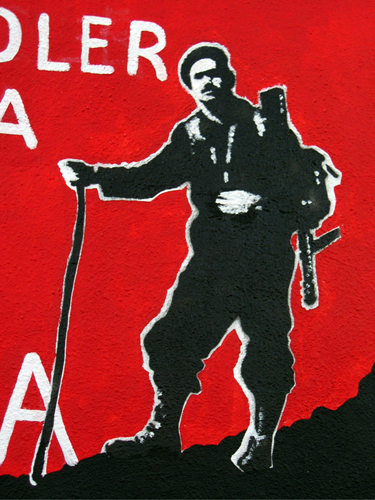
Francesc Sabaté Llopart (El Quico) auf einem Graffito in Sant Celoni

Francesc Sabaté Llopart (* 30. März 1915 in L’Hospitalet de Llobregat, Katalonien; † 5. Januar 1960 in Sant Celoni) genannt El Quico, war ein spanischer Anarchist und Widerstandskämpfer während der Franco-Diktatur.

## Leben

### Jugend
Francesc Sabaté Llopart wurde als zweiter Sohn einer katalanischen Arbeiterfamilie geboren. Im Alter von zehn Jahren flüchtete Sabaté aus seiner katholischen Schule und begann eine Lehre als Klempner. 1931 wurde er Mitglied der CNT und später Teil der Gruppe Els Novells der FAI, in der auch sein älterer Bruder Josep Mitglied war. Nach Streiks der Bauern in L’Hospitalet de Llobregat  entwendete Sabaté gemeinsam mit einem Mitstreiter Geld für das örtliche Streikkomitee.
Nachdem am 8. Dezember 1933 in verschiedenen Teilen Spaniens (vorwiegend in Aragonien und La Rioja) anarchistische Aufstände ausbrachen, beteiligte sich auch Sabaté an den Aktionen der CNT/FAI-Gruppen in seiner Heimatstadt. Die Revolutionäre übernahmen die Kontrolle über die Stadt, doch der Aufstand wurde am 14. Dezember niedergeschlagen. Francesc Sabaté und seinem Bruder Josep gelang es zu entkommen. 1934 wurde Sabaté festgenommen, als er eine öffentliche Erklärung zum Generalstreik verteilen wollte. Die Anklage musste jedoch nach drei Tagen wieder fallengelassen werden. Im Alter von 20 Jahren verweigerte Sabaté den Militärdienst und galt als Deserteur. Er beteiligte sich später an einem Banküberfall, mit dem ein Unterstützungskomitee für politische Gefangene finanziert wurde.

### Spanischer Bürgerkrieg
Nach dem Militärputsch am 18. Juli 1936 und dem Ausbruch des Spanischen Bürgerkriegs schloss sich Quico Sabaté der lokalen Verteidigungsgruppe und dem revolutionären Komitee von Hospitalet an. Nach der Niederwerfung des militärischen Aufstandes in Katalonien zog er mit der Kolonne Durruti an die Aragonfront. Nach dem Aufstieg der Kommunistischen Partei Spaniens und der Eingliederung aller Einheiten in die republikanische Armee, kämpfte er in der regulären Armee. Quico Sabaté machte die kommunistischen Offiziere für das Liquidieren von revolutionären Gewerkschaftern verantwortlich, indem sie diese in aussichtslose Gefechte schickten. Als Sabatés Kompanie nach einer Schlacht 80 % der Kampfstärke verloren hatte, tötete er seinen Offizier und musste flüchten. Er wurde später von der Polizei gefasst und der kommunistischen Servicio Informacion Militar übergeben. Im Gefängnis wurde Sabaté gefoltert und konnte schließlich ausbrechen. Er kämpfte in den letzten Schlachten mit der Kolonne Durruti um Katalonien und ging nach der Niederlage ins Exil nach Frankreich.

### Zweiter Weltkrieg
In Frankreich kam er in das Internierungslager Le Vernet und wurde beim Ausbruch des Zweiten Weltkriegs in einer Schießpulverfabrik in Angoulême angestellt. Während der Besetzung Frankreichs beteiligte sich Sabaté mit Sabotageaktionen am französischen Widerstand der Maquis. Mit seiner Frau und seiner Tochter zog er nach Perpignan in der Nähe der spanischen Grenze und brachte französische Flüchtlinge über die Pyrenäen nach Spanien.

### Widerstand gegen das Franco-Regime

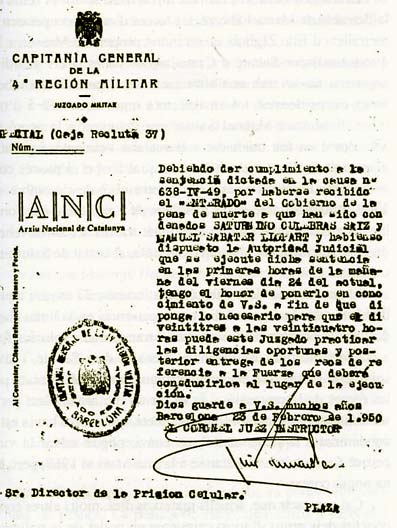
Todesurteil gegen Francescs Bruder Manolo von 1950

Nach dem Ende des Krieges koordinierten die spanischen Anarchisten im französischen Exil den Widerstand gegen die Franco-Diktatur. Als Delegierter des Movimiento Libertario Español ging Sabaté zurück nach Spanien, um in der Region um Baix Llobregat den Widerstand zu organisieren. Er organisierte Operationsbasen und sorgte für einen schlagkräftigen Apparat zur Herstellung und Verteilung von Propaganda. Um die Aktivitäten zu finanzieren, entwendete Sabaté das Geld von reichen Großgrundbesitzern und faschistischen Politikern. Den Opfern hinterließ Sabaté die Nachricht:

„Wir sind keine Räuber, wir sind Kämpfer des libertären Widerstands. Was wir soeben mitgenommen haben, wird ein wenig dazu beitragen, den verwaisten und elenden Kindern jener Antifaschisten zu essen zu geben, die ihr und euresgleichen erschossen habt. Wir sind Menschen, die niemals um das gebettelt haben und niemals um das betteln werden, was uns gehört.“

In der Bevölkerung wurde Sabaté zur Legende und von vielen als moderner Robin Hood gefeiert. Nach der Befreiung von zwei gefangenen Anarchisten, denen die Todesstrafe drohte, wurde intensiv nach ihm gefahndet.
Als bei einem Attentatsversuch auf den Polizeikommissar Quintela der falsche Wagen angegriffen wurde und alle Insassen starben, flüchtete Quico Sabaté nach Frankreich. Dort wurde er im Juni 1949 wegen illegale Waffenbesitzes eingesperrt. Während der Haft verlor er seine beiden Brüder: Am 17. Oktober wurde Josep in Barcelona von der Guardia Civil erschossen, nachdem diese von einem gefangenen Guerillero über ein geplantes Treffen informiert wurde. Sein jüngerer Bruder Manolo wurde auf seiner ersten Reise von Frankreich nach Spanien festgenommen und kurz darauf am 24. Februar 1950 in der Burg Campo de la Bota in Barcelona hingerichtet. Das Verfahren gegen Quico Sabaté wurde im Juli 1950  wegen Mängeln in der Beweisführung fallen gelassen.
Auf behördliche Anordnung durfte Sabaté Dijon nicht verlassen und wurde im Februar 1951 ein weiteres Mal festgenommen. Sein Name wurde im Zusammenhang mit einem Raubüberfall von einem Zeugen genannt und er wurde unter Folter zu einem Geständnis gezwungen. Während eines Verhörs versuchte sich Quico Sabaté mit einem Sprung durchs Fenster das Leben zu nehmen, wurde dabei aber nur leicht verletzt. Das Verfahren zog sich in die Länge, bis schlussendlich der Untersuchungsrichter die unter Zwang getätigten Geständnisse für ungültig erklärte. Sabaté wurde im November 1952 wieder freigelassen.

### Wiederaufnahme der Guerillaaktivitäten

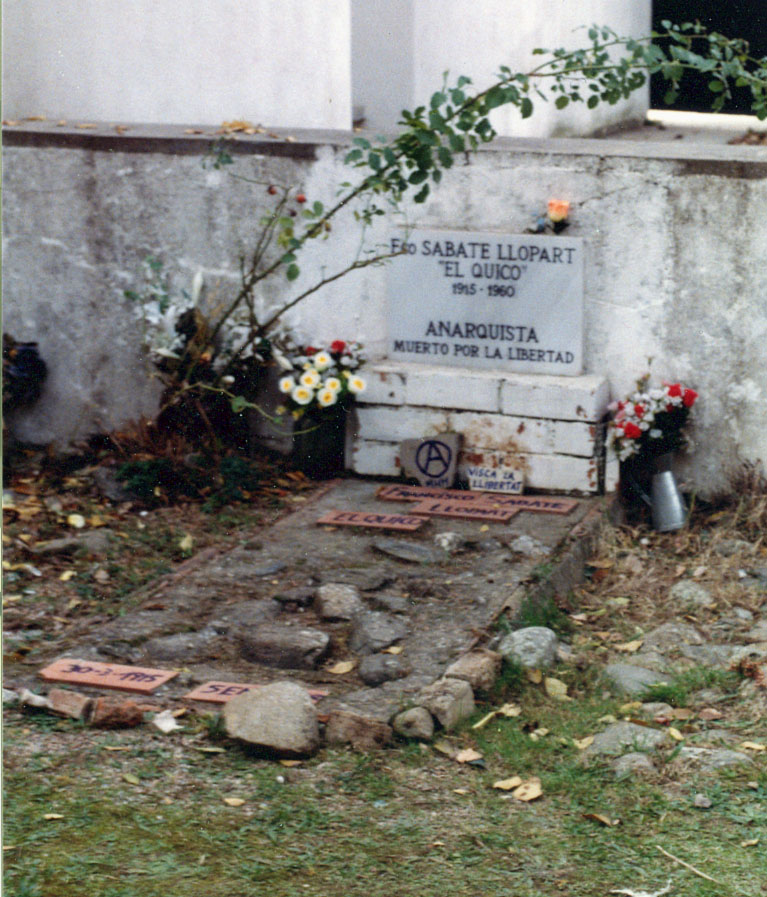
Grab von Francesc Sabaté Llopart in Sant Celoni

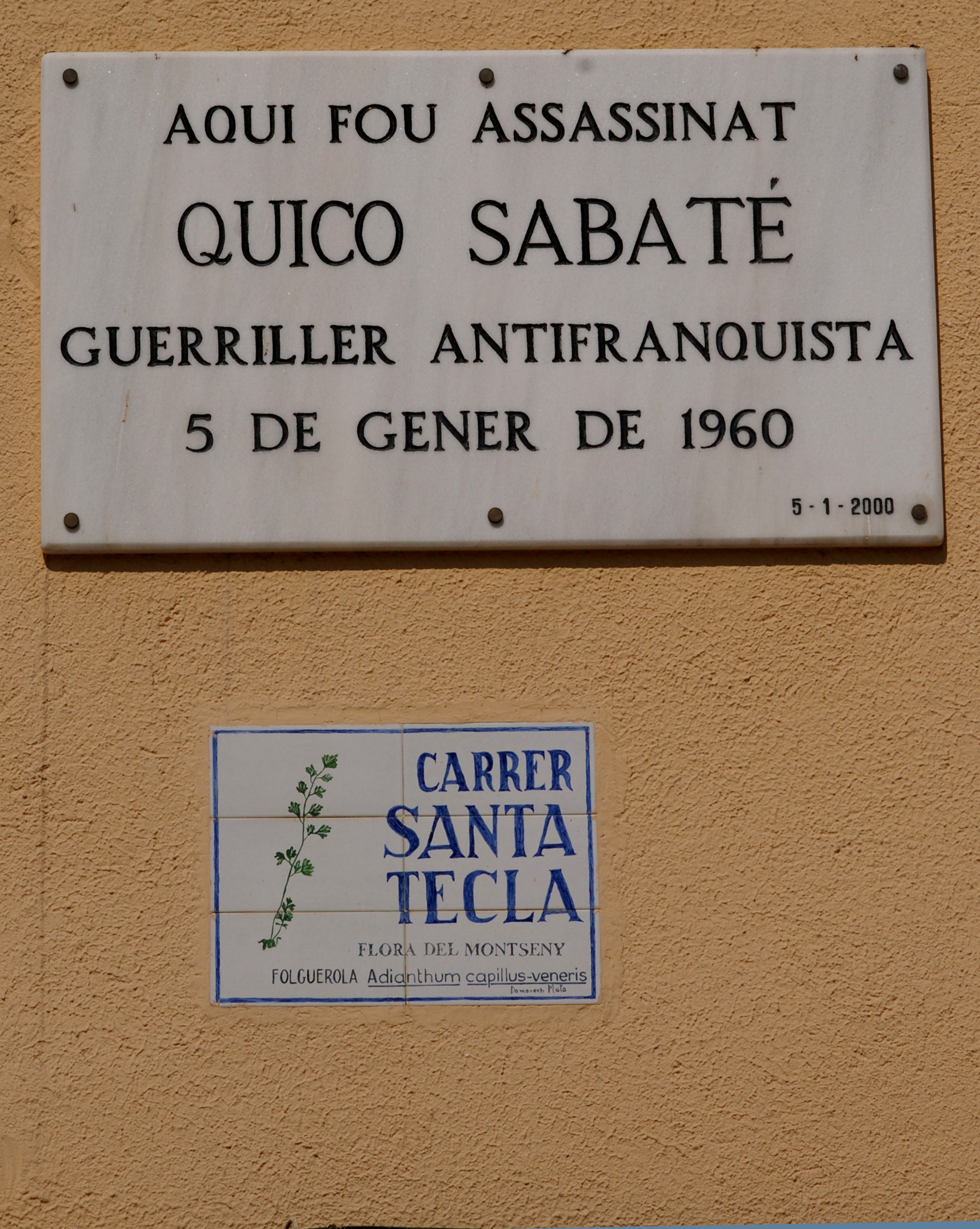
Gedenktafel an der Stelle wo Quico Sabaté am 5. Januar 1960 ermordet wurde

Bis 1955 war Sabaté gezwungen in Dijon zu bleiben und konnte deshalb keine Reisen nach Spanien unternehmen. In der Zwischenzeit kam es zu Konflikten zwischen ihm und Mitgliedern der Exilorganisation MLE/CNT, die bis zu seinem Tod anhielten. Die Exilorganisation distanzierte sich öffentlich von Quico Sabaté und machte ihn und seine Aktionen in Spanien verantwortlich für die Repression und Festnahme vieler Mitglieder der CNT in Spanien. Quico Sabaté dagegen verurteilte die Exilorganisation für ihre Untätigkeit und die fehlende Unterstützung für die Widerstandskämpfer im Untergrund.
Ende April 1955 reiste Sabaté mit vielen Zeitschriften und Broschüren wieder nach Barcelona. Mit vier Genossen verteilte er diese in der ganzen Stadt und versuchte in Katalonien den Widerstand zu organisieren. Während des Besuchs von Francisco Franco am 28. September in Barcelona verwendete er einen selbstgebauten Mörser, um Propagandamaterial in der Stadt zu verbreiten. 1956 begab sich Sabaté ein weiteres Mal in Begleitung von Josep Lluís Facerías nach Barcelona. Sabaté musste im Februar 1957 das Land fluchtartig verlassen, nachdem ein gefangener Genosse der Guardia Civil die Aufenthaltsorte und Verstecke der Guerilleros verriet. Sabaté, der zum spanischen Staatsfeind Nr. 1 erklärt wurde und in den Medien als einfacher Bandit galt, wurde von der Guardia Civil erfolglos mit einem Großaufgebot gejagt.
In Frankreich kam Quico Sabaté wieder vor ein Gericht, weil die französische Polizei an der Grenze ein Waffenlager ausgehoben hatte. Dem darauf folgenden Reiseverbot widersetzte sich Sabaté und versuchte mit vier weiteren Mitstreitern nach Spanien zu gelangen. Die spanische Polizei war über die Reise informiert und bewachte die Grenze mit einem Großaufgebot. Die fünf Guerilleros wurden während einer Rast überrascht und von der Guardia Civil umzingelt. Bei Anbruch der Nacht versuchten sie zu fliehen und wurden dabei in ein Feuergefecht verwickelt. Quico Sabaté überlebte als einziger, wurde aber von mehreren Kugeln getroffen und schwer verletzt. Durch eine List konnte er sich befreien und versuchte mit dem Zug nach Barcelona zu gelangen.
In Sant Celoni wurde er von Suchtrupps erwartet und schließlich von Abel Rocha Sanz, einem Mitglied der katalanischen Somatén erschossen. Francesc Sabaté Llopart starb im Alter von 44 Jahren. An seinem Todestag, dem 4. Januar, wird in Sant Celoni regelmäßig eine Gedenkfeier veranstaltet.
Das Leben von Quico Sabaté wurde zum Stoff für den Roman Killing a Mouse on Sunday (dt.: Komm nicht nach Pamplona) von Emeric Pressburger. Der Roman wiederum wurde zur Vorlage für den Film Behold a Pale Horse von Fred Zinnemann.